# Víctor Hernández Cruz
Víctor Hernández Cruz (Aguas Buenas, 6 de febrero de 1949) es un poeta puertorriqueño-estadounidense, representante del movimiento de los nuyorriqueño. En 1981, la Revista Life lo nombró uno de los más grandes poetas de Estados Unidos. Su poesía da vida al Harlem español de los años sesenta y ha sido elogiada por su lirismo y su imaginería sensual.

## Biografía

### Primeros años
Hernández Cruz nació en Aguas Buenas, Puerto Rico . En 1954, su familia se mudó a la ciudad de Nueva York y vivió en Spanish Harlem . Allí recibió su educación primaria y secundaria. Comenzó a escribir poesía mientras asistía a la escuela secundaria Benjamin Franklin.

### Carrera de poesía
Durante sus años de escuela secundaria escribió varios poemas, entre ellos "Snaps". En 1969, Random House publicó una colección homónima y al año siguiente su poesía comenzó a aparecer en varias publicaciones como Evergreen Review y New York Review of Books.
En 1970, Hernández Cruz trabajó con el programa "Poesía en la escuela" de Nueva York, pero se mudó a San Francisco tres años después para fungir como poeta visitante en varias universidades. De 1973 a 1975, leyó e interpretó sus obras como trovador viajero, cubriendo gran parte de los Estados Unidos.
Hernández Cruz recibió becas de la National Endowment for the Arts y la John Simon Guggenheim Memorial Foundation.
En 1981, la edición de abril de la revista Life proclamó a Hernández Cruz Tesoro Nacional cuando incluyeron su nombre entre los más grandes poetas estadounidenses. Es el primer hispano en los Estados Unidos en recibir este honor.

## Membresías
Hernández Cruz es un miembro distinguido de la famosa escuela de poetas nuyorican (también conocida como el movimiento nuyorican ). Modifica las convenciones sintácticas del inglés y el español para comunicar su propia voz.
Fue canciller de la Academia de Poetas Americanos.

## Premios
- Premio Internacional de Poesía Griffin
- Fundación Guggenheim
- Becas del Fondo Nacional de las Artes

## Obras
- Papo consiguió su pistola, 1966 (libro de capítulos).
- Doing Poetry. Berkeley: Other Ways, 1968.
- Snaps, Random House, 1969. 135 págs.
- Mainland: Poems. Random House. 1973. ISBN 978-0-394-46091-8.
- Tropicalization. New York: Reed, Cannon & Johnson, 1976.
- The Low Writings. San Francisco: Lee/Lucas Press, 1980?
- ByLingual Wholes. San Francisco: Momo's Press, 1982.
- "Mountains in the North: Hispanic Writing in the U.S.A." Americas Review 14.3/4 (Fall-Winter 1986): 110-114.
- Rhythm, Content & Flavor. Houston: Arte Público Press, 1989.
- Red Beans. Coffee House Press. 1991. ISBN 978-0-918273-91-8.
- Panoramas. Coffee House Press. 2001. ISBN 978-1-56689-066-3.
- Maraca: New and Selected Poems, 1966-2000. Coffee House Press. 2001. ISBN 978-1-56689-122-6.
- The Mountain in the Sea: Poems. Coffee House Press. 2006. ISBN 978-1-56689-191-2.
- In the Shadow of Al-Andalus. Coffee House Press. 2011. ISBN 978-1-56689-277-3.
- Beneath the Spanish. Coffee House Press. 2017. ISBN 978-1-56689-489-0.

## Reseñas
Allen Ginsberg escribió sobre Snaps:
Poesías-noticias del centro urbano de la edad policial de ansiedad espacial, lenguaje urbano espontáneo como Williams deseaba, conciencia de la calle de la escuela secundaria transparente, alma original mirando por las ventanas inteligentes del Bronx.